# Behr
Behr is een negentiende-eeuwse Nederlands-Belgische familie van wie verschillende leden in de adel werden erkend. Deze familie moet niet verward worden met de (eveneens) adellijke familie De Behr.

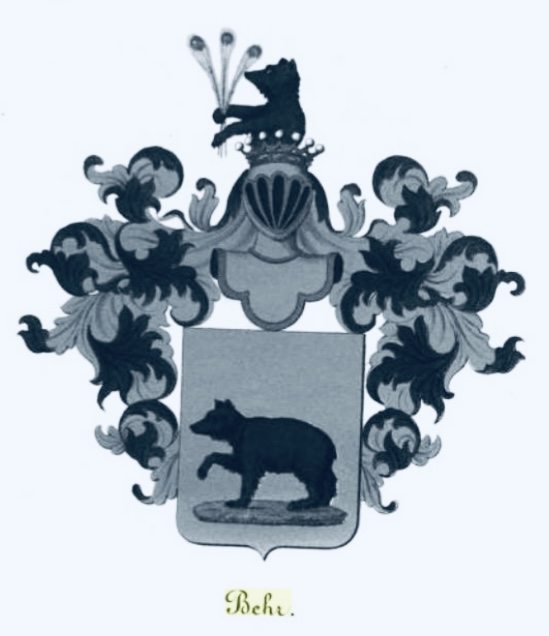
Wapenschild van de familie Behr

## Oorsprong
Frederik Lodewijk Behr (Friedrich Ludwig)  werd geboren op 18 januari 1769 in Landau/Arolsen in het Vorstendom Waldeck. Zijn peetouders waren de regent van het vorstendom Karl August Friedrich zu Waldeck-Pyrmont en zijn zoon prins Ludwig. De familie Behr woonde sinds 1631 in Landau en stamde af van de adellijke familie Behr uit Koerland. Het bewijs en de overname van de nakomelingen in de adel vond plaats tussen 1874 en 1877.
Zijn vader Johann Franz Philipp Behr was van 1772 tot 1780 werkzaam als rechterlijk raadslid en van 1 augustus 1780 tot 29 maart 1800 (de dag van zijn overlijden) als regeringsraadslid voor het Vorstendom Waldeck. 
Johann Franz Philipp Behr trouwde op 4 september 1764 met Sophie Friederike Bär, geboren in Nohfelden in het hertogdom Pfalz-Zweibrücken. Het echtpaar kreeg acht kinderen, waaronder de zonen Johann Carl Ludwig (* 1767) en Frederik Lodewijk (Friedrich Ludwig * 1769). Johann Carl Ludwig was arts in Pruisen en Friedrich Ludwig had een militaire carrière, eerst in het Vorstendom Waldeck en daarna in Nederland. Hij zat in het regiment van prins Ludwig von Waldeck-Pyrmont, de jongste zoon van de regent van Waldeck-Pyrmont. De leraar van prins Ludwig van 1757 tot 1763 was Johann Franz Philipp Behr. Frederik Lodewijk Behr was de grondlegger van de Nederlands-Belgische familie Behr.

## Enkele telgen

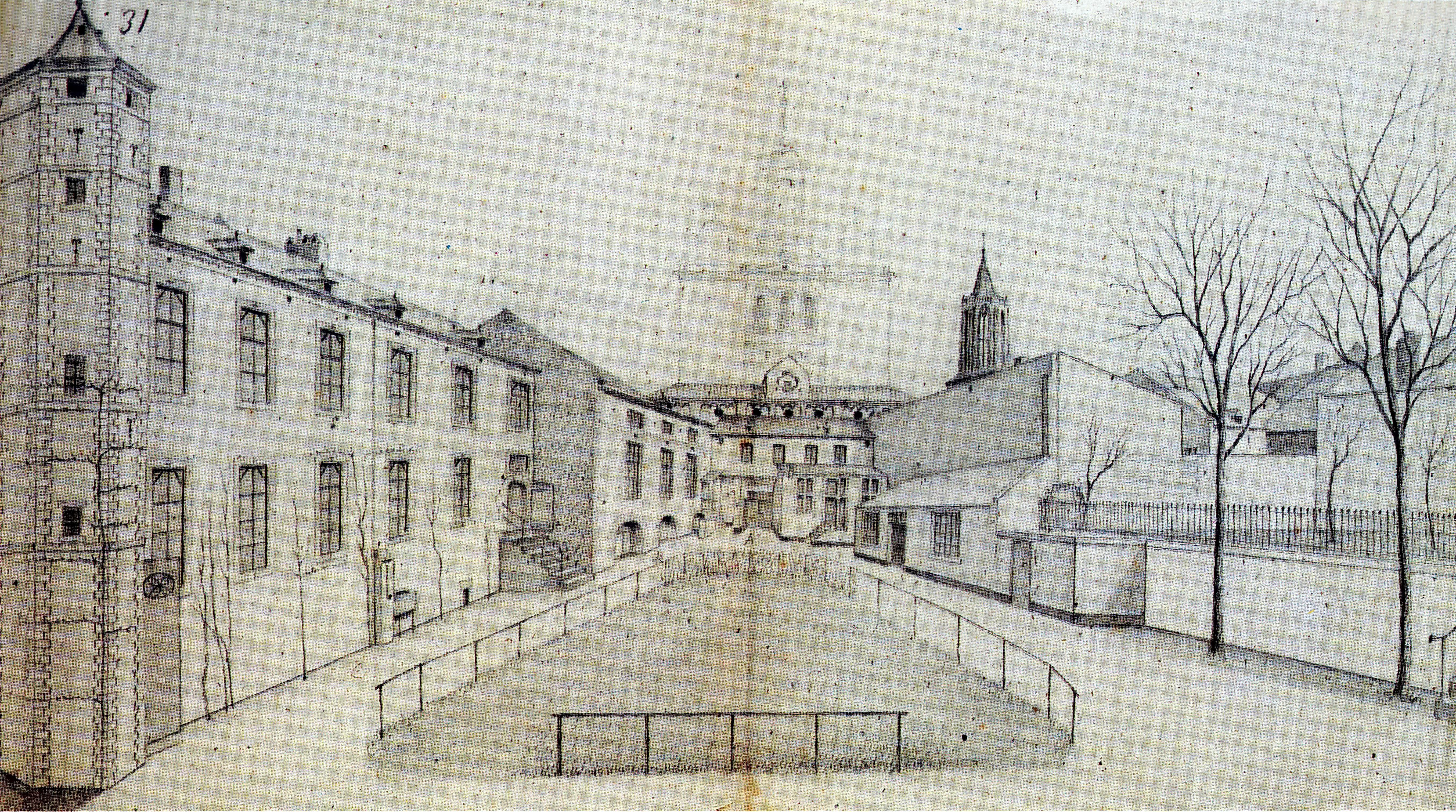
Hofzijde van de Proosdij van Sint-Servaas (tekening door Jan Brabant, ca. 1860)

De stamreeks begint met de militair Friedrich Ludwig (Frederik Lodewijk) Behr (Arolsen, 1769 - Arnhem, 1834), afkomstig uit een Duits adellijk geslacht. Hij trouwde in 1792 op 23-jarige leeftijd in de Waalse kerk te Maastricht met de 16-jarige Thérèse Elisabeth de Milly (Paramaribo, 1776 - Maastricht, 1855). Het echtpaar kreeg tien kinderen en bewoonde in Maastricht aanvankelijk een voormalig kanunnikenhuis aan het Onze Lieve Vrouweplein (ter plekke van het huidige Huis met de Pelikaan) en na 1815 de voormalige Proosdij van Sint-Servaas. Behr begon zijn militaire carrière als kolonel in het regiment van de vorst van Waldeck, waar hij in 1803 ontslag nam. Daarna hield hij zich bezig met biologiestudie, behartigde hij de belangen van een Maastrichtse lampenfabriek en was hij regent in de armenzorg. Vanaf 1815 vervulde hij opnieuw hoge militaire functies in het Verenigd Koninkrijk der Nederlanden, onder andere in Deventer, Middelburg en Arnhem. Zo was hij generaal-majoor in het Nederlandse leger en provinciecommandant voor Zeeland en daarna Gelderland. In 1799 bezat hij ruim 20 hectare grond en behoorde tot de rijkste inwoners van Maastricht. Behr verkreeg in 1824 erkenning van zijn adeldom van de Prins van Waldeck-Pyrmont, omdat zijn afstamming uit de adellijke familie Behr bewezen werd geacht, maar verwaarloosde de formaliteiten die de erkenning moesten bekrachtigen. In 1828 werd hij tot Nederlander genaturaliseerd.

### Tak François Behr

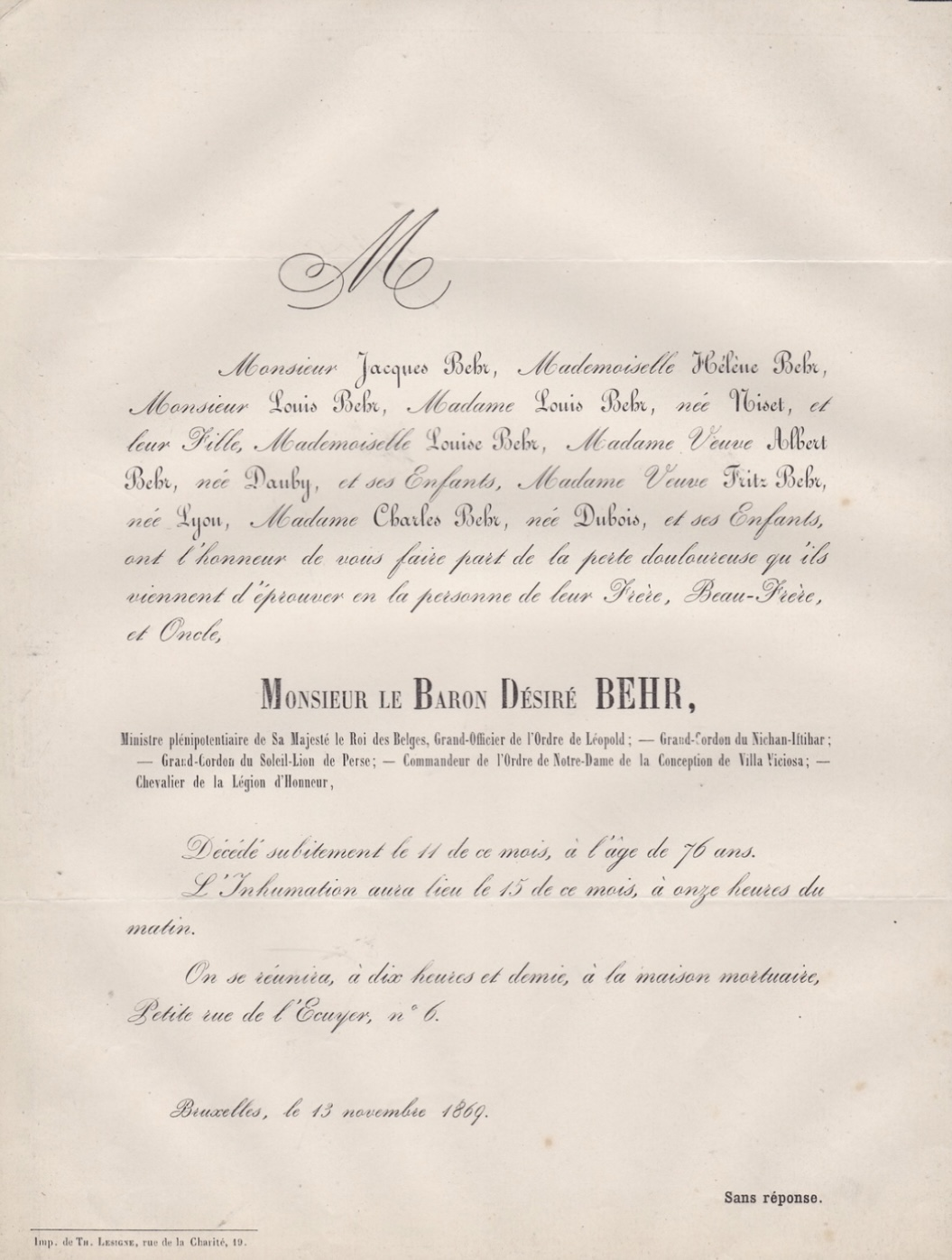
Begrafenisdienst van François Jean Désiré de Behr

François Jean Désiré de Behr (1793–1869) was de oudste zoon van Frederik Behr en Thérèse de Milly. Hij was de eerste ambassadeur van België in de Verenigde Staten en gevolmachtigd minister van de Belgische koning. In 1838 besloot de Belgische regering een buitenlandse missie te openen in Constantinopel (Istanbul). Al in 1839 stond François Jean Désiré aan het hoofd van deze buitenlandse missie en zorgde ervoor dat België er een belangrijke economische rol kon spelen. Hij stond aan het hoofd van deze buitenlandse missie tot februari 1848. Hij werd gesticht door de Belgische koning Leopold I. verheven tot de adel. François Jean Désiré was ook de auteur van een boek getiteld: "Recherches sur l'histoire des temps heroiques de la Grece". Het boek werd gepubliceerd in 1856.

### Tak Marie Jacqueline Behr
Marie Jacqueline Clasine Behr (geboren op 5 augustus 1796 in Den Haag, overleden op 2 december 1843) was een van de drie dochters van Frederik Behr en Thérèse de Milly. Zij trouwde op 29 juni 1818 met Anthony Frederik Trip. Hij werd geboren in Groningen op 5 februari 1786 en stierf in Maastricht op 9 maart 1845. Bij zijn huwelijk was hij kapitein van de artillerie in het garnizoen van Maastricht en later kolonel. Hij was de zoon van Hendrik Rudolph Trip en Gijsberta Maria van Omphal.

### Tak Charles Behr
Charles Frédéric Sauvé Behr (Maastricht, 6 mei 1799 - 7 november 1853) was officier in het leger van het Verenigd Koninkrijk der Nederlanden en werd vervolgens kolonel van de Burgerwacht in Luik en industrieel. Charles Frédéric trouwde in Luik in 1829 met Claire Dubois (1830) en hertrouwde in 1838 in Luik met haar zus Pauline Dubois (1820-1880). Het tweede huwelijk kreeg vier kinderen.
In 1877 verkreeg weduwe Pauline Behr-Dubois erkenning in de erfelijke adel voor haar en haar kinderen, met de titel baron of barones, met overdraagbaarheid van de baronstitel op de mannelijke afstammelingen. De jongste zoon, Albert Behr (1851-1891), trouwde in Maastricht in 1883 met Agatha Umbgrove (1861-1928). Het echtpaar had een dochter, Pauline (1884-1950).

### Tak Louis Behr
Louis Charles Behr (Maastricht, 3 november 1808 - Sint-Joost-ten-Node, 2 januari 1882) was een broer van Charles Behr. Hij werd in 1874 erkend in de Belgische erfelijke adel, met de titel baron, overdraagbaar op alle afstammelingen. Hij trouwde in 1849 in Verviers met Adèle Nizet (1825-1890). Het echtpaar kreeg een zoon en een dochter, zonder verder nageslacht.

### Tak Herman Behr
Herman Albert Behr was een van de tien kinderen van Frederik Lodewijk. Hij werd geboren op 8 juni 1802 in Maastricht. Hij trouwde op 10 mei 1830 met Marie Joseph Norbertine Hermelinde Daubij (* 1806 in Namen). Herman Albert was burgemeester van Ougrée.

#### Claire Behr
Claire Behr (Diksmuide, 30 augustus 1831 - Sint-Joost-ten-Node, 6 maart 1913), dochter van Herman Behr, burgemeester van Ougrée, en van Hermelinde Daubij, trouwde in 1858 in Ougrée met Adolphe Mockel (1812-1891), industrieel en voorzitter van de provincieraad van Luik. In 1909 werd Claire Behr erkend in de adel met de persoonlijke titel barones. Ze was een nicht van Charles Behr.

#### Frédéric Behr
Frédéric Louis Behr (Tongeren, 1 januari 1835 - Brussel, 24 december 1916), broer van Claire Behr, werd in 1876 erkend in de erfelijke adel met de titel baron, overdraagbaar op alle afstammelingen. Hij bleef vrijgezel. Op 26 januari 1909 adopteerde hij de zoon van zijn oudere zus Claire, de dichter en literatuurcriticus Albert Mockel (1866-1945), wiens enige zoon reeds in 1918 stierf.